# Esciürinis
Els esciürinis (Sciurini) són una tribu d'esciúrids. Aquest grup reuneix tots els esciúrids arborícoles que tenen el cos esvelt i la cua aproximadament igual de llarga que el cos. Els representants d'aquesta tribu es troben arreu de l'hemisferi nord i Sud-amèrica (tret de l'extrem meridional d'aquest continent). Habiten boscos de tota classe, des dels boscos boreals fins a les selves tropicals. S'alimenten de llavors, fruita, brots i alguns animals.